# Gare de Pontorson - Mont-Saint-Michel
Pour les articles homonymes, voir Gare de Saint-Michel.
La gare de Pontorson - Mont-Saint-Michel est une gare ferroviaire française de la ligne de Lison à Lamballe, située sur la commune de Pontorson, à proximité du Mont-Saint-Michel, dans le département de la Manche, en région Normandie.
La station est mise en service en 1878, par la Compagnie des chemins de fer de l'Ouest. Elle est désormais une gare de la Société nationale des chemins de fer français (SNCF), desservie par des trains régionaux du réseau TER Normandie.

## Situation ferroviaire
Établie à 19 mètres d'altitude, la gare de Pontorson - Mont-Saint-Michel est située au point kilométrique (PK) 115,832 de la ligne de Lison à Lamballe, entre les gares ouvertes d'Avranches et de Dol-de-Bretagne.
Ancienne gare de bifurcation, elle se situe au PK 77,6 de la ligne de Vitré à Pontorson (partiellement déclassée), après la gare fermée d'Antrain.

## Histoire
La Compagnie du chemin de fer de Vitré à Fougères obtient, en 1869, le prolongement de sa ligne entre Fougères et le mont Saint-Michel. La compagnie construit alors une gare à Pontorson. Le projet d'atteindre le mont ne se réalise pas, et la ligne s'arrête à Moidrey.
Le 30 décembre 1878, un embranchement est inauguré sur la ligne de Rennes à Saint-Malo, entre la gare de Dol-de-Bretagne et la nouvelle gare d'Avranches, terminus provisoire. Cette ligne est ensuite prolongée le 29 décembre 1879 jusqu'à la gare de Coutances, permettant ainsi des liaisons directes de Caen à Rennes par Lison et Pontorson.
La gare, construite par la Compagnie du chemin de fer de Vitré à Fougères, est abandonnée au profit de la gare nouvelle correspondant à la gare actuelle, construite par la Compagnie des chemins de fer de l'Ouest.
La ligne Pontorson – Moidrey est déclassée en 1897. La ligne de Pontorson au Mont-Saint-Michel, dont la concession est accordée en 1899 à la Compagnie des tramways normands, reprend le tracé de la ligne Pontorson – Moidrey et réutilise l'ancienne gare comme un dépôt-atelier. Ouverte en 1901, cette ligne bénéficie d'une voie à quai en gare de Pontorson. Minée par la concurrence routière et fermée en 1938, elle sera déposée en 1944.

## Service des voyageurs

### Accueil
Gare de la SNCF, elle dispose d'un guichet et d'un distributeur de titres de transport TER, d'une borne d'information touristique, ainsi que de toilettes (payantes).

### Desserte

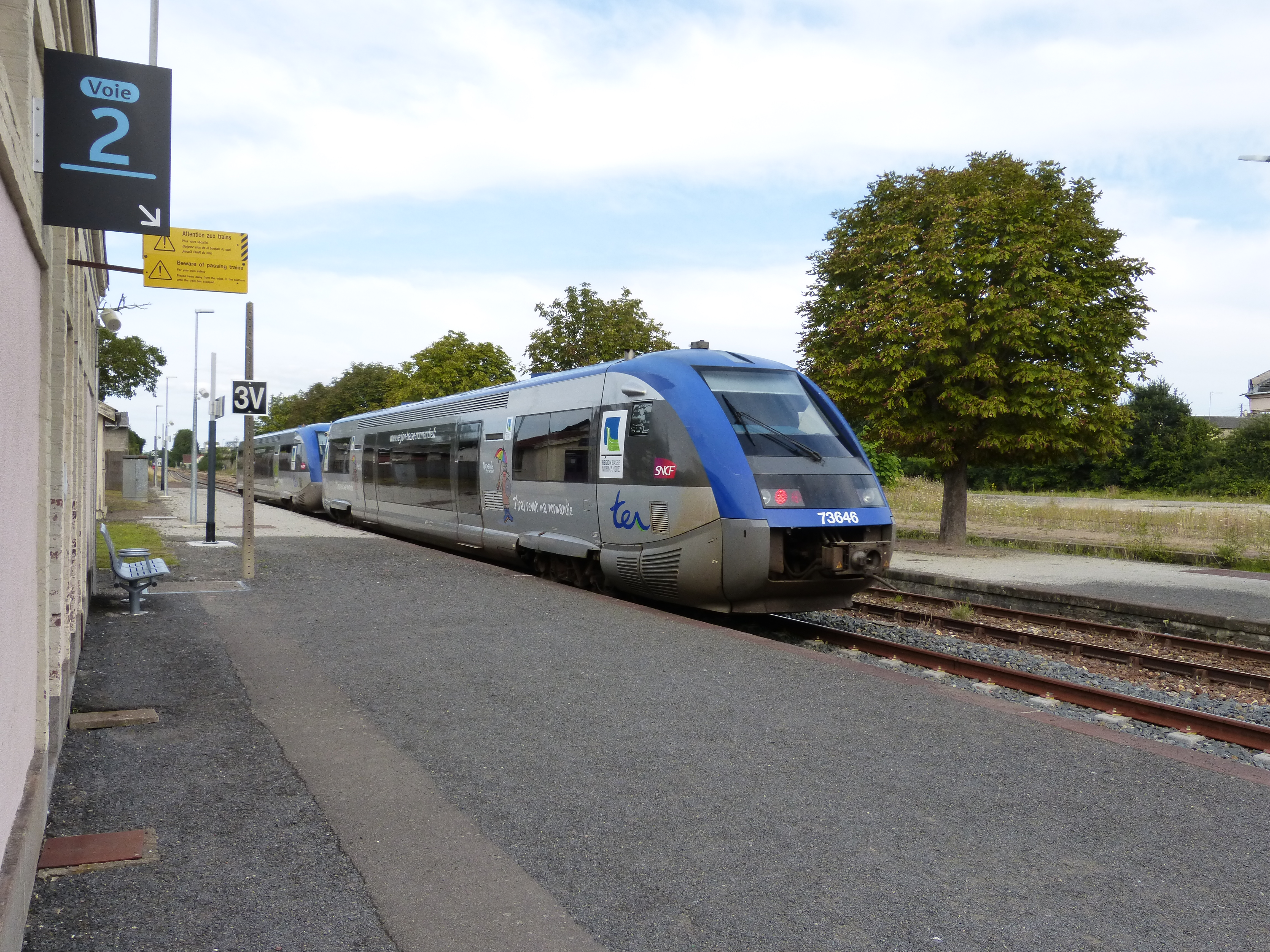
Un train TER, assuré par une UM de X 73500.

La gare est desservie par des trains TER Normandie, circulant principalement entre Caen et Rennes via Granville ; à cela s'ajoute un TER entre Paris-Montparnasse et Pontorson - Mont-Saint-Michel.

### Intermodalité
Un parking est aménagé devant la gare.
Par ailleurs, la navette Pontorson – Mont Saint-Michel dessert son parvis, tandis que les lignes 17a et 17b du réseau interurbain BreizhGo y marquent l'arrêt.